# Kazachstan na Mistrzostwach Świata w Lekkoatletyce 2022
Kazachstan na Mistrzostwach Świata w Lekkoatletyce 2022 – reprezentacja Kazachstanu podczas mistrzostw świata w Eugene liczyła 12 zawodników występujących w 13 konkurencjach. Wywalczyła jeden złoty medal.

## Medaliści
| Medal | Zawodnik     | Konkurencja                   | Rezultat | Data     |
| ----- | ------------ | ----------------------------- | -------- | -------- |
| złoto | Norah Jeruto | bieg na 3000 m z przeszkodami | 8:53,02  | 20 lipca |

## Skład reprezentacji

### Kobiety
| Zawodniczka                 | Konkurencja                   | Eliminacje | Eliminacje | Półfinał | Półfinał | Finał    | Finał   | Źródło      |
| Zawodniczka                 | Konkurencja                   | Wynik      | Pozycja    | Wynik    | Pozycja  | Wynik    | Pozycja | Źródło      |
| --------------------------- | ----------------------------- | ---------- | ---------- | -------- | -------- | -------- | ------- | ----------- |
| Olga Safronowa              | bieg na 100 m                 | 11,65      | 41.        | NQ       | NQ       | NQ       | NQ      | [ 1 ]       |
| Olga Safronowa              | bieg na 200 m                 | 23,50      | 37.        | NQ       | NQ       | NQ       | NQ      | [ 2 ]       |
| Caroline Chepkoech Kipkirui | bieg na 5000 m                | 14:52,54   | 2. Q       | —        | —        | 14:54,80 | 7.      | [ 3 ] [ 4 ] |
| Caroline Chepkoech Kipkirui | bieg na 10 000 m              | —          | —          | —        | —        | 30:17,64 | 7.      | [ 5 ]       |
| Żanna Mamażanowa            | maraton                       | —          | —          | —        | —        | 2:31:15  | 21.     | [ 6 ]       |
| Daisy Jepkemei              | bieg na 3000 m z przeszkodami | 9:23,07    | 19.        | —        | —        | NQ       | NQ      | [ 7 ] [ 8 ] |
| Norah Jeruto                | bieg na 3000 m z przeszkodami | 9:01,54    | 1. Q       | —        | —        | 8:53,02  | 1.      | [ 7 ] [ 8 ] |
| Galina Jakuszewa            | chód na 20 km                 | —          | —          | —        | —        | 1:38:47  | 33.     | [ 9 ]       |
| Galina Jakuszewa            | chód na 35 km                 | —          | —          | —        | —        | 2:54:50  | 17.     | [ 10 ]      |
| Polina Riepina              | chód na 35 km                 | —          | —          | —        | —        | DSQ      | DSQ     | [ 10 ]      |

| Zawodniczka           | Konkurencja | Kwalifikacje | Kwalifikacje | Finał | Finał   | Źródło        |
| Zawodniczka           | Konkurencja | Wynik        | Pozycja      | Wynik | Pozycja | Źródło        |
| --------------------- | ----------- | ------------ | ------------ | ----- | ------- | ------------- |
| Nadieżda Dubowicka    | skok wzwyż  | 1,93         | 8. q         | 1,96  | 8.      | [ 11 ] [ 12 ] |
| Kristina Owczinnikowa | skok wzwyż  | 1,86         | 20.          | NQ    | NQ      | [ 11 ] [ 12 ] |
| Marija Jefremowa      | trójskok    | 13,27        | 28.          | NQ    | NQ      | [ 13 ]        |

### Mężczyźni
| Zawodnik        | Konkurencja   | Eliminacje | Eliminacje | Półfinał | Półfinał | Finał   | Finał   | Źródło        |
| Zawodnik        | Konkurencja   | Wynik      | Pozycja    | Wynik    | Pozycja  | Wynik   | Pozycja | Źródło        |
| --------------- | ------------- | ---------- | ---------- | -------- | -------- | ------- | ------- | ------------- |
| Michaił Litwin  | bieg na 400 m | 46,00      | 22. q      | 45,63    | 16.      | NQ      | NQ      | [ 14 ] [ 15 ] |
| Gieorgij Szejko | chód na 20 km | —          | —          | —        | —        | 1:26:40 | 28.     | [ 16 ]        |
| Gieorgij Szejko | chód na 35 km | —          | —          | —        | —        | 2:39:47 | 35.     | [ 17 ]        |